# Euphorbia correntina
Euphorbia correntina är en törelväxtart som beskrevs av Parodi. Euphorbia correntina ingår i släktet törlar, och familjen törelväxter. Inga underarter finns listade i Catalogue of Life.